# Maquetknausane
Die Maquetknausane (von norwegisch knausane ‚Felsvorsprünge‘) sind ein 2153 m hoher Berg im ostantarktischen Königin-Maud-Land. Im Westen der Sør Rondane ragt er im östlichen Teil des oberen Abschnitts des Hansenbreen auf.
Wissenschaftler des Norwegischen Polarinstituts benannten ihn 1973. Der weitere Benennungshintergrund ist nicht überliefert.